# Мёрдок, Дэвид Говард
Дэвид Говард Мёрдок (англ. David Howard Murdock; 11 апреля 1923, Канзас-Сити, Миссури — 9 июня 2025) — американский бизнесмен, миллиардер и филантроп.

## Биография
Мёрдок родился 11 апреля 1923 года в Канзас-Сити, штат Миссури. Его отец был коммивояжером; мать работала прачкой. Он был средним ребёнком из трёх; у него было две сестры. Дэвид был близок со своей матерью, которая умерла в 42 года от рака. Он вырос в городке Монтгомери, штат Огайо, и бросил среднюю школу в 9 классе. Он был призван в армию Соединенных Штатов в 1943 году во время Второй мировой войны.
После войны, переехав в Детройт, Мёрдок был бездомным. Благодаря случайной встрече с добрым самаритянином он получил ссуду в размере 1200 долларов на покупку закрывающейся закусочной, продав её с прибылью в 700 долларов десять месяцев спустя. Он переехал в Финикс, штат Аризона, и начал работать там, сначала в сфере жилищного строительства, а затем коммерческой недвижимости.
Когда в 1960-х годах рынок недвижимости рухнул, он переехал в Лос-Анджелес, где продолжил развивать возможности в сфере недвижимости, что привело к череде приобретений. В 1978 году он приобрел контроль над International Mining. В начале 1980-х годов он стал крупнейшим акционером Occidental Petroleum, базирующейся в Лос-Анджелесе, продав корпорации свою долю в Iowa Beef Packers company.

## Бизнес
Мёрдок приобрел Cannon Mills в Каннаполисе, Северная Каролина, в 1982 году. В то время компания была прибыльной и не имела долгов. Он использовал прибыль компании для погашения кредитов, которые он обеспечил для совершения приобретения, прежде чем закрыть 2000 позиций и продать дома, принадлежащие компании. Он ликвидировал пенсионный план компании стоимостью 100 миллионов долларов, взяв 36 миллионов долларов на личные инвестиции.
В 1985 году Мёрдок возглавил почти обанкротившуюся гавайскую фирму Castle & Cooke, которая владела производителем ананасов и бананов Dole Food Company. Он расширил портфель недвижимости Castle & Cooke, включив в него жилую и коммерческую недвижимость, и превратил Dole в крупнейшего в мире производителя фруктов и овощей. Приобретя Dole частным образом в 2003 году, Мёрдок завершил первичное публичное размещение акций на сумму 446 миллионов долларов в октябре 2009 года, и компания торговалась на Нью-Йоркской фондовой бирже под тикером Dole до тех пор, пока 31 октября 2013 года не было одобрено частное соглашение о слиянии. В результате покупки Castle & Cooke Мердок приобрел в собственность 98% Ланаи, шестого по величине острова Гавайев. В июне 2012 года Мердок продал свою долю в Ланаи Ларри Эллисону. Он владеет другими компаниями, включая Pacific Clay.

## Филантропия
После смерти своей третьей жены он был вовлечен в поиск лекарства от рака, усовершенствование питания и продление жизни. Он основал Институт бесплатного питания для пропаганды преимуществ растительной диеты для укрепления здоровья и профилактики заболеваний. С помощью Калифорнийского университета в Лос-Анджелесе он руководил написанием Энциклопедии пищевых продуктов и Руководства по здоровому питанию. В 2006 году он открыл Калифорнийский институт здоровья и долголетия.
Мёрдок вложил более 500 миллионов долларов в создание исследовательского кампуса Северной Каролины и исследовательского института, которые изучают пользу растений для здоровья в увеличении продолжительности жизни и снижении риска заболеваний.
Скончался 9 июня 2025 года в возрасте 102 лет.